# Florent Brard
Florent Brard (født 7. februar 1976) er en fransk tidligere professionel cykelrytter.